# Нобл, Рей
Рей Нобл, Рэй Ноубл (англ. Ray Noble, 13 декабря 1903 — 3 апреля 1978) — британский руководитель эстрадного оркестра, аранжировщик и композитор. С его биг-бэндом в первой половине 1930-е годов тесно сотрудничал Эл Боулли (вокал Боулли звучит на многих записях руководимого Ноблом в то время оркестра New Mayfair Dance Orchestra). 
Нобл сочинил много песен (музыку, в некоторых случаях — также стихи), особую популярность приобрели «Goodnight Sweetheart» (1931), «The very thought of you» (1934), «The touch of your lips» (1936), «I hadn’t anyone till you» (1938), «Cherokee» (1938). С успехом исполнял также песни других авторов, хитами стали «Midnight, the Stars and You» Гарри Вудза (1934), «Isle of Capri» Вилли Гроша (1935), «I've got you under my skin» (1936) и другие.
В 1935 году переехал в Америку и стал одним из первых британских бэнд-лидеров, добившихся успехов за океаном.
В 1996 году Нобл был включён в Зал славы авторов песен.

## Песни в записи оркестра Рея Нобла (выборка)
- Goodnight Sweetheart[англ.] (музыка Рэя Нобла, текст Джимми Кэмпбелла и Рега Коннелли; 1931)
- Love Is the Sweetest Thing[англ.] (музыка и текст Рэя Нобла; 1933)
- Old Spinning Wheel (музыка и текст Билли Хилла; 1933)
- The Very Thought of You (музыка и текст Рэя Нобла; 1934)
- Midnight, the Stars and You (музыка Гарри Вудза, текст Джимми Кэмпбелла и Рега Коннелли; 1934)
- Isle of Capri[англ.] (Вилли Грош / Джимми Кеннеди; 1935)
- Paris in the Spring (Мак Гордон / Гарри Ревел; 1935)
- The Touch of Your Lips[англ.] (музыка и текст Рэя Нобла; 1936)
- I Hadn’t Anyone Till You[англ.] (музыка и текст Рэя Нобла; 1938)
- Cherokee[англ.] (музыка и текст Рэя Нобла; 1938)